# Édouard Flament
Pour les articles homonymes, voir Flament.
Édouard Flament (* 27 août 1880 à Douai ; † 27 décembre 1958 à Bois-Colombes) est un compositeur français, bassoniste, pianiste et chef d'orchestre.

## Biographie
Edouard Flament est le fils d'Edouard Flament, calligraphe expert (ca 1855-1942) et de Léonie Duhaut (ca 1858-1914). Il commence l'apprentissage du basson en 1894.
Edouard Flament étudie au Conservatoire de Paris et il reçoit un 1er prix de basson en 1898 dans la classe d'Eugène Bourdeau (avec le Solo de concert de Gabriel Pierné), un 2e accessit  d'harmonie en 1899 dans la classe d'Albert Lavignac, un 1er accessit d’accompagnement au piano en 1904 de Paul Vidal et un 2e prix de contrepoint et fugue en 1906 dans la classe de Charles Lenepveu. Il remporte le Prix de Rome (mention honorable) en 1908. Il étudie le piano avec Francis Planté.

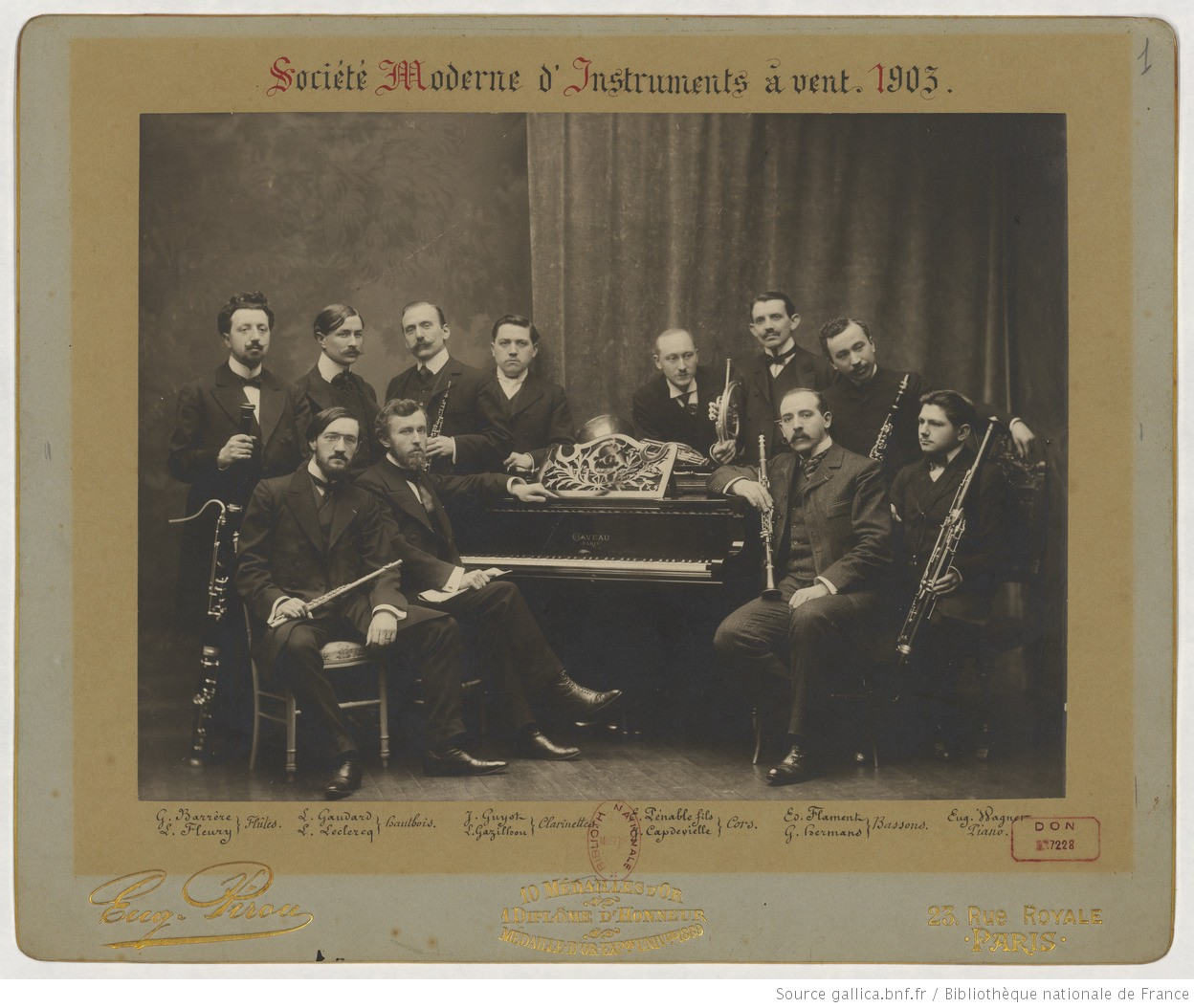
Société moderne d'instruments à vent (1903) avec les annotations d'Édouard Flament père

Il joue comme bassoniste de l'Orchestre des Concerts Lamoureux (1898), basson solo au Théâtre-Lyrique (1899), fondateur de la Société moderne d'instruments à vent (refondé en 1895 avec Georges Barrère), de la Société des Instruments Anciens et du « Double Trio ». Il compose pour la société du double quintette de Paris. Il crée entre autres la Sonate pour basson et piano de Saint-Saëns (1921), Le Bal de Béatrice d'Este de Reynaldo  Hahn. Il est le dédicataire de nombreuses œuvres. Il a joué le Divertissement d'Albert Roussel, le Quintette pour vents et piano de Caplet, le Quintette pour vents et piano de Magnard.
Il est , entre autres, le chef d'orchestre des ballets russes de Serge Diaghilev dans la création à Monte-Carlo, le 6 janvier 1924, du ballet avec chant en un acte Les Biches de Francis Poulenc, suivie d'une tournée à Barcelone. Il dirige en 1925 le Grand Théâtre d'Angers. En 1927, il prend le poste de chef d'orchestre du Théâtre des Ternes à Paris où il dirige les « Samedis musicaux » et travaille comme chef d'orchestre de Radio-Paris.
Il adhère à la Sacem en 1908 comme auteur et compositeur. 
En plus de plusieurs symphonies, concertos pour piano et autres œuvres orchestrales, Flament compose des sonates pour violon et alto ainsi que des pièces pour basson. Il compose plusieurs musiques de films créées dans les années 1930. Son catalogue comporte  200 œuvres environ.
Il compose sous le pseudonyme de Théo Noletty de la musique légère,.
Son œuvre reconnue est le poème symphonique Oceano Nox, d'après Victor Hugo, créé le 25 octobre 1908 par les Concerts Lamoureux, puis joué plusieurs fois à Paris.
Il reçoit le prix Dukas en 1944.
Il écrit l'article sur le basson, avec Léon Letellier (professeur de basson au conservatoire de Paris), dans l'Encyclopédie de la musique, de Lavignac.

## Sélection de compositions
- Élégie pour basson ou violoncelle avec accompagnement de piano ou orgue, op. 1, publié à Paris, Evette et Schaeffer, (1911)
- Lamento pour piano, op. 3, n° 1, (Paris, A. Rissane, 1894). Note(s) : Timbre de Evette et Schaeffer. Paris.
- Fantasia pour piano, op. 3, n° 2, (Paris, A. Rissane, 1895). Note(s) : Timbre de Evette et Schaeffer. Paris.
- Rêve d'enfant pour piano, op. 4, n° 1 (Paris, A. Rissone)
- Rapsodie tzigane, pour piano, op. 4, n° 2, (1897), éditée par E. Demets, (1901)
- Aubade pour orchestre, avec piano conducteur, op. 5, (Nice, Paul Decourcelle, éditeur, 1925)
- Le dernier Epi !,  Villanelle, paroles de Antoine Roule, musique de Edouard Flament. (Paris, imp. de Delanchy, 1898)
- Andantino pour Violon et Orgue ou Piano". Note(s) : A la fin dédicace à Maurice Caplet, (Paris, 27 novembre 1899)
- Allegro de concert, pour piano, op. 10, (1900).
- Mélopée passionnelle, pour orchestre, avec piano ou orgue, op. 12, (Paris, Evette et Schaeffer, 1922)
- Concert-stück pour basson et orchestre composé à l'âge de 17 ans, op. 13 (1897), édité à Paris par Evette et Schaeffer, (1911)
- Sonate en sol mineur, pour violoncelle et piano, op. 14, (Paris, C. Selva, 1915)
- Barcarolle (Souvenir de Palluelle) pour piano, op. 20, (Paris, A. Rissone, 1905)
- Capriccio pour piano, op. 22, (Paris, A. Rissone, 1905)
- Le Carillon de Douai, 1er air varié pour piano, op. 23, (1906).
- Fantasia con fuga, op. 28, septuor pour instruments à vent (Paris, 1908) ou pour piano (d'après l’œuvre originale pour instruments à vent), (1907).
- Les Heures paisibles. Réveil, mélodie pour mezzo-soprano. Boléro de Paul Collin. Musique de Edouard Flament, (Paris, : C. Joubert, cop.,  1911)
- Répertoire des artistes, collection de nouveaux morceaux pour mandoline à une ou 2 parties et estudiantina par E. Flamand,(Paris, Lavoine, 1911)
- Paraphrase à Schéhérazade, de N. Rimsky-Korsakow, pour basson, avec accompagnement de piano, par Edouard Flament op. 35. (Paris, Evette et Schaeffer, 1921).
- Le Coeur et la rose,  Rêve d'amour en un acte en vers, Poème de Emile Lesueur, suite pour piano d'après la pièce en un acte du même nom, op. 37, (1911).
- Variations pour double quintette [à vent et à cordes] sur une bourrée d'Auvergne, op. 39, (Paris, 1913)
- Preludio e fughetta sur un thème de Felitchka, op. 45, (1916)
- Le Batelier dans la nuit, poème et musique. Chant et piano, op. 46 N° 1, (Paris (20, rue du Dragon),éditions Maurice Senart, 1920)
- Course en chars, prélude pour piano, op. 48, (Paris, Evette et Schaeffer, 1923)
- Deux médaillons, andantes, pour violon, celli, contrebasse, piano ou orgue, avec parties d'orchestre ad libitum,  op. 53, (Paris, Evette et Schaeffer, 1921)
- Fantaisie, op. 54, pour basson, violon et violoncelle. Publication : Paris (18-20 passage du Grand-Cerf) : Evette et Schaeffer éditeurs
- 2° Sonate en la mineur pour violoncelle et piano, op. 55, (Paris, M. Sénart, 1922)
- Bellone en fureur (chevauchée), pour orchestre, avec piano conducteur par Edouard Flament. op. 58 (Cimaise II). Edition A. (Paris, Max Eschig et C.ie, éditeurs, 1926)
  - Désespoir d'Oedipe. Lamento (op. 58), (Paris : éditions Max Eschig, 1930)
  - Le Carillon de Cythère. Campanella (op. 58) (Cimaise X), pour orchestre, avec piano conducteur, (Paris : éditions Max Eschig, 1930)
- Dans les Cytises, nocturne pour orchestre de brasserie, avec piano conducteur, (op. 60), (Paris, J. Yves K., éditeur, 1926)
- Elégie pour orchestre, (Paris, Evette et Schaeffer, 1920)
- Rolla. 3e tableau symphonique, Après une lecture du chef-d'œuvre d'Alfred de Musset, pour orchestre, (Op. 63), (Paris , Henry Lemoine et C.ie, 1927)
- Printemps sur la mer... 4e tableau symphonique, pour orchestre, avec piano conducteur,  (op. 66), (Paris, Choudens, éditeur, 1927)
- Quand dansait la reine... , pour orchestre de brasserie, avec piano conducteur, op. 67 N° 1, (Paris, J. Yves K., éditeur, 1926)
- Orientale, pour orchestre de brasserie, avec piano conducteur,  op. 67 N° 2, (Paris, J. Yves K., éditeur, 1926)
- Hymnes d'amour..., poème symphonique op. 68, pour orchestre de brasserie, avec piano conducteur, (Paris, J. Yves K., éditeur, 1926)
- Chevauchée, Pour orchestre avec piano conducteur. Op. 72. n° 1, (Paris, G. Lorette, 1942)
- Pastorale pour orchestre, avec piano conducteur, op. 72 n° 2
- Minarets pour orchestre, avec piano conducteur, op. 72 n° 3, (Paris, éditions Francis Salabert, 1927)
- L'Enlèvement d'Andromède. 5e tableau symphonique, pour orchestre de brasserie, avec piano conducteur op. 73, (Paris, 1927)
- Nantas, prélude dramatique, pour orchestre de brasserie, avec piano conducteur,  (op. 74)
- Maitag, ronde de printemps pour orchestre de brasserie, avec piano conducteur, (op. 75), (Paris, éditions Auloy, 1927)
- Poème pastoral, op. 76. Note(s) : Premières œuvres radiophoniques, (1930)
- Premières œuvres radiophoniques. 1930 et suite
- Lovelace. Ouverture dramatique (op. 78), pour orchestre, avec piano conducteur, (Paris, Edouard Flament, 1928)
- Francesca da Rimini, 6e tableau symphonique (op. 79), pour orchestre, avec piano conducteur, (Paris, Choudens, éditeur, 1928)
- Vers la Sibérie. Caravane. (Evocations, op. 80, n° 1), pour orchestre, avec piano conducteur, (Paris, Choudens, éditeur, 1928)
  - Rafales sur l'Océan. (Evocations, op. 80, n° 2)
  - L'Écho dans la montagne. (Evocations, op. 80, n° 3)
  - Cygnes nostalgiques[6]. (Evocations, op. 80, n° 4),
  - Étudiants en fête. (Evocations, op. 80, n° 5), pour orchestre, avec piano conducteur
  -  Plaintes dans les cyprès. (Evocations, op. 80, n° 6), pour orchestre, avec piano conducteur
  - P<?> dans la nuit. (Evocations, op. 80, n° 7), pour orchestre, avec piano conducteur
- Orage en mer, poème symphonique (op. 81), pour orchestre, avec piano conducteur, (Cannes (Alpes-Maritimes) : éditions Francis Moulin, 1928)
- Près du Temple d'amour (op. 82. N° 1), pour orchestre, avec piano conducteur, (Paris : J. Yves K., éditeur, 1928)
- Quand chassait le roi..., esquisse (op. 82, N° 2)
- Dans le temple d'Aphrodite, poème symphonique (op. 83), pour orchestre de brasserie, avec piano conducteur (Paris,J. Yves K, éditeur, 1928)
- Première suite symphonique (op. 84), (Paris : Henry Lemoine et C.ie, éditeurs, 1929)
- Prélude pour un drame (op. 85), pour orchestre, avec piano conducteur, (Caux (Hérault) : éditions Raymond Calas, 1929)
- Mariage villageois. (Op. 89. N° 1), pour orchestre, avec piano conducteur (direction), (Paris : éditions Seca : Agence exclusive : éditions Francis Salabert, 1930)
  - La Mort du héros (Op. 89. N° 2)
- Sanglots (op. 90. N° 1), pour orchestre, avec piano conducteur, (Paris : J.-Yves K., éditeur, 1929)
  - Pizzicato doloroso (op. 90. N° 2),
  - Scherzo misterioso (op. 90, N° 3),
- La Campagne s'éveille... (op. 92. N° 1), pour orchestre, avec piano conducteur, (Paris : Durand et C.ie, éditeurs, 1930)
  - Momento grottesco (op. 92. N° 2)
  - Mélopée chinoise (op. 92, N° 3)
  - En plein ouragan (op. 92. N° 4),
- Romance, pour violoncelle et piano, Op. 94, (Paris : Alphonse Leduc, éditions musicales, 1930)
- A travers la neige, esquisse (op. 96, N° 1), pour orchestre, avec piano conducteur. (Paris, R. Deiss, éditeur, 1931)
  - Calme (op. 96, N° 2)
  - Babiole et Songe (op. 96, N° 3)
  - Poursuite diabolique' ' (op. 96, N° 4) 
  - Désespérance (op. 96, N° 5)
  - Douce quiétude (op. 96, N° 6)
  - Chevauchée infernale (op. 96. N° 7)
  - Épouvante (op. 96, N° 8)
- Le Carillon d'Arras, 2e air varié pour piano, op. 99, (1927).
- Le Carillon de Saint-Quentin, 3e air varié pour piano, op. 100, (1928)
- Le Gai postillon, pour orchestre, avec piano conducteur, (Paris : Société anonyme des éditions Ricordi, 1929)
- Langueur d'amour, pour quintette à cordes, avec piano conducteur, (Paris : Société anonyme des éditions Ricordi, 1929)
- Huit mélodies, chant et piano, (Paris : la Parisienne, G. Lorette, 1930). Note(s) : Réunit : "L'ave Maria de l'aimée" ; "Séparation" ; "Espère !" ; "Dernier vœu" ; "Pour vous" ; "Charmes" ; "Les femmes du harem" ; "Midi phocéen". - Daté : Marseille, 1918.
- Jazz-Fantaisie, danse américaine, pour piano, (Paris : éditions Francis Salabert, 1930)
- 20 Inventions à deux voix pour piano op. 103,(1930), (Bruxelles, A. Cranz, 1933)
- Suite en la pour quatuor à cordes, op. 104, 1930
- Quintette n° 1 pour flûte et cordes, op. 108, (Dampmart, 1931)
- Le Préféré par H. Devoivre, M. Labenas, G. Gadenne, E. Flamand. Répertoire de danses classiques et modernes. Orchestre si bémol. (Oyonnax (Ain) (85, rue Anatole-France) : R. Flamand, éditeur de musique, 1931)
- Tempesto, pour piano, (Paris, éditions Francis Salabert, 1931)
- Extase pastorale, pour orchestre, avec piano conducteur, (Paris, éditions Francis Salabert, 1931)
- Fanfare osso, pour piano, (Paris, éditions Francis Salabert, 1931)
- Sextuor n° 1 pour flûte, clarinette, 2 violons, alto et violoncelle, op. 109, (1932)
- Sinfonia Radio (orchestra da camera), op. 110. Note(s) : Premières œuvres radiophoniques.(1933)
- Variations Radiophoniques sur un thème rococo pour orchestre, op. 113 (1934).
- 14 Préludes pour piano, op. 114, (1933)
- La Boule. Paroles de J. Haël et A. Deguil. Chant et piano, (Paris, Choudens, 1937)
- Clara-Valse. Paroles de J. Haël et A. Deguil. Chant et piano, (Paris, Choudens, 1937)
- De belles images d'Annecy et de son lac, générique. pour piano, (Paris, Choudens, 1937)
- Musique pour deux pianos. (Amant alterna camenae), op. 118, (1935-1939).
- Jeannette Bourgogne, pour piano, (Paris, H. Lemoine, 1939)
- 1er Concerto en si bémol mineur pour piano et orchestre' ', op. 121, ()
- 20 Inventions à 3 voix pour piano, op. 122, (1940)
- La Famille Basson. Fantaisie radiophonique, pour 6 bassons et contrebasson. Note(s) : Premières œuvres radiophoniques. - Daté : Citon-Cénac (1940)
- Sextuor n° 2 pour 2 violons, 2 altos et 2 violoncelles, op. 130, (Cénac 1942-1943)
- Concerto II (C moll) pour piano et chœur, op. 131 (1943)
- Double Concerto pour Basson et Violoncelle, op. 132 (ca. 1956)
- Mélodies avec Basson. Textes de Louis Moreau, (d'après les 11 Pointes Sèches Provinciales), pour soprano et basson, op. 134. Note(s) : Premières œuvres radiophoniques (Citon-Cénac, 1943)
- Nonetto pour Soprano sfogato, clarinette, saxophone alto, bugle, guitare Hawaïenne, alto, violoncelle, guitare et piano, op. 136. Note(s) : Premières œuvres radiophoniques (Citon-Cénac, 1943)
- Divertissements N° 1 par 6 Fagatti, op. 137, (1945)
- Quintetto N° 2 per 5 Fagotti, op. 139 (1945)
- Le Piano Bar de "Bix Ayton" , op. 141, 1950.
- Fantaisie en ut mineur pour Basson, Partition (1946) d'orchestre, op. 142 n° 1
  - Solo de Concert pour Basson, Partition d'orchestre, op. 142 n° 2
  - Capriccio pour Basson, Partition d'orchestre, op. 142 n° 3
  - Variations sur un thème exotique pour basson, op. 142 n° 4
- 1er Quatuor en fa dièse mineur, pour quatre bassons., op. 144, (1947)
- Divertimento, op. 146, pour ensemble à anche double : hautbois, hautbois d'amour, cor anglais et basson (1947)
- Œuvres pour basson. 1897-1947, (1945-1947)
- Concerto III (B moll) (alla militare) pour piano et instruments à vent, op. 150, (version définitive 1957)
- Sonate... pour le saxophone alto et piano, op. 151. Note(s) : Daté Asnières (été 1950). - Une note donne le titre "Métamorphoses."
- Sonate pour alto et piano (D dur), op. 152
- Sonate n° 1, pour violon et piano (E dur), op. 154, (Asnières, printemps 1951)
- Concertino giocoso pour Basson avec accompagnement de piano, flûte et cordes, op. 157 (ca 1953)
- Concerto IV (g dur) Zingari pour piano et orchestre à cordes, op. 158, (1954)

Ballet et opéras
- Rosiane, valse de concert, tirée du ballet "Rosiane" par Édouard Flament, (Paris, A. Rissone, 1909)
- Monsieur Favart. Opéra en 1 acte. Livret de Paul Clérouc. op. 145.
- Lyderic et Rosele. Grand Opéra en 3 actes et 5 tableaux. Livret d’Édouard Flament et Edwige Mayen. op. 156. Partition pour piano 3 mains.

Non référencé en opus
- Trompette-major, pas redoublé, pour harmonie. Publication : Oyonnax (Ain) (85, Grande-Rue) : E. Flamand, éditeur-compositeur
- Doux propos, mazurka, pour harmonie. Publication : Oyonnax (Ain) (85, Grande-Rue) : E. Flamand, éditeur-compositeur, 1927
- La Victorieuse, ouverture, pour harmonie. Publication : Oyonnax (Ain) (85, Grande-Rue) : E. Flamand, éditeur-compositeur, 1927

## Transcriptions
- Präludium und Fuge. Clavier. BWV 867. Si bémol mineur, "Préludio XXII" de J. S. Bach, transcrit pour huit bassons
- Elévation... de Frédéric Crimail, arrangé par Édouard Flament, (Musique imprimée, 1902)
- Sainte Geneviève. Fresque musicale en 4 parties d'Adolphe Aderer. Musique de Gaston Salvayre; instrumentation par Edouard Flament (Paris, Librairie théâtrale artistique et littéraire, 1919).
- Sonate en sol mineur, pour violoncelle et piano de G. F. Haëndel. Transcrite pour basson et piano, par Edouard Flament. [Craig Belle. 15] (1927)
- Allegro ma non tanto, de J. S. Bach. Transcrit pour basson et piano, par Edouard Flament. (Extrait des sonates pour viole de gambe [BWV 1027]), (Paris, éditions musicales Buffet-Crampon et C.ie, 1930)

## Méthode
- Exercices techniques pour le basson, suivis d'une étude sur le grattage des anches de Basson, op. 40 , (Paris, Evette et Schaeffer, 1919)
- 15 études pour le Basson, op. 140, (1946). Note(s) : Œuvres pour basson. V. - Avant-propos de l'auteur consacré au développement de la musique de basson en France entre 1900 et 1946. - Daté : Colombes, printemps 1946. Les n° 5 et 8 sont des transcriptions des Etudes op. 10, n° 2 et op. 25, n° 5 de Chopin ; publié par (Paris, H. Lemoine, 1951)
  - Fileuse - Etude n°13, extrait des quinze études pour le basson (éd. Lemoine)

## Enregistrements
- Sextuor - op.109. Finaletto / Edouard Flament, comp. ; Les solistes de l'orchestre (1 disque : 78 t ; 25 cm, Pathé PG46)
- Sextuor, op. 109, Enregistrement sonore ; Solistes de l'orchestre Flament, Paris : Pathé, 78 t, aig. ; 25 cm (1934)
- Les bassons de l'Opéra [Enregistrement sonore]  avec Gilbert Audin, Laurent Lefèvre, Jean-Claude Montac...  Compositions de Fritz Kreisler, Gioacchino Rossini, Edouard Flament et al. , (Savigny-sur-Orge, SEPM Quantum ; Paris, distrib. Studio SM, 2002)

## Sélection de musique de film
Édouard Flament a composé la musique d'une vingtaine de films:
- Le mystère de la chambre jaune, film de Marcel L'Herbier (1930) ; scénario Marcel L'Herbier, d'après le roman de Gaston Leroux ; photo Léonce-Henri Burel, Nicolas Toporkoff ; musique Edouard Flament ; avec Roland Toutain, Huguette ex-Duflos, Maxime Desjardins, Marcel Vibert, Léon Bélières / Paris : René Chateau , 1994
- Arthur, film français de Léonce Perret (1930)
- Bon coeur de Paris, du film français " Le Cœur de Paris  de Jean Benoît-Lévy (1931). Paroles de Etienne Arnaud. Chant et piano (Paris : éditions Campbell-Connelly, 1931)
  - Ti-Ohi-Ohi-Oho !, java, du film français " le Coeur de Paris ". Paroles de Pierrefont. Chant et piano, (Paris, éditions Campbell-Connelly, 1931)
- Chants joyeux des tziganes, valse viennoise chantée du film "la Cigale". Paroles de L. Delarue-Mardrus. Chant et piano et chant seul. (Paris : éditions Salabert, 1932) 
  - J'aime ta tête brune, tango chanté
- Fauteuil à musique, Production Photosonor du film "la Maternelle" de Jean Benoît-Lévy et de Marie Epstein, pour piano conducteur, (Paris, Salabert, 1933) 
  - Générique
- Au clair de la lune, du film "Seconde Jeunesse". Transcription pour piano à quatre mains par E. Flament, (Paris : Editions du Cinéma, 1936)
- Un meurtre a été commis , partition du film de Claude Orval. Musique de fond, (Paris : Choudens, 1938)
- Vieille Alsace..., Paroles de Jacques Séverac. Partition du film (réduction pour piano) (Paris, Choudens, cop. 1946)
- L'aiglon  [Images animées] film de Victor Tourjansky (1931); Edmond Rostand, auteur (Paris, Documents cinématographiques, 2001)
- Les aventures de Fétiche, films de Ladislas Starewitch, Irène Starewitch, réal. (1933) ; Édouard Flament, W. L. Trytel, Henri Christiné ... [et al.], compositeurs ; Ladislas Starewitch, act. / [Paris] : Doriane films (2014)

## Sources
- (de) Cet article est partiellement ou en totalité issu de l’article de Wikipédia en allemand intitulé « Édouard Flament » (voir la liste des auteurs).